# Суд по трудовым спорам (Исландия)
Суд по трудовым спорам (исл. Félagsdómur, исландское произношение: [ˈfjɛːlaxsˌtouːmʏr̥], дословно — «суд общества») — орган судебной власти в Исландии; специальный суд первой инстанции в ведении которого находятся трудовые конфликты и арбитраж. Был создан Альтингом в 1938 году для решения споров между профсоюзами и объединениями работодателей.

## Юрисдикция
Роль суда по трудовым спорам заключается в разрешении юридических споров между профессиональными союзами трудящихся и объединениями работодателей, в частности, в следующих случаях:
- нарушение Закона о профсоюзах и трудовых спорах;
- ущерб, нанесенный деятельностью незаконного работодателя;
- нарушения коллективного трудового договора;
- спор о толковании коллективного трудового договора;
- вопросы действительности коллективного трудового договора;
- дело между профсоюзами и работодателями, которое стороны договорились передать в суд, при условии, что не менее трех судей согласны принять дело;
- вопросами отнесения какой-либо деятельности к трудовой и/или определением к какой отрасли труда эта деятельность относится.

В соответствии с законами о соглашениях по заработной плате для сотрудников государственных учреждений и банков, Суд по трудовым спорам также уполномочен принимать решения по определенным типам дел этих госслужащих, не являющихся членами профсоюза.
Не разрешается возбуждать дело в обычном окружном суде, если оно может быть обжаловано в Суде по трудовым спорам, при условии, что Суд по трудовым спорам не отказался принять это дело к рассмотрению, как не соответствующее Статье 47. Закона о профессиональных союзах и трудовых спорах. Постановления и постановления Суда по трудовым спорам являются окончательными и не подлежат обжалованию в Верховном суде Исландии, кроме установленным законом исключениям.

## Расположение и состав
Резиденция Суда по трудовым спорам расположена в здании Национального апелляционного суда на ул. Вестюрвёр 2 в Коупавогюре. 
Суд не имеет своей канцелярии, поэтому сотрудники канцелярии Национального апелляционного суда также занимаются ответами на телефонные звонки и получением документов по делам относящихся к Суду по трудовым спорам.
По состоянию на 2021 год, Суд по трудовым спорам состоит из 5 судей:
- Асгердюр Рагнарсдоттир — председатель суда. Член Верховного суда Исландии, выбрана по квоте Верховного суда.
- Гвюдни Харальдссон — судья. Юрист Верховного суда Исландии, выбран по квоте Верховного суда.
- Аусмюндюр Хельгасон — судья. Судья Национального апелляционного суда, выбран по квоте министерства соцобеспечения.
- Вальгейр Паульссон — судья. Юрист Верховного суда Исландии, выбран по квоте ассоциации работодателей Исландии.
- Кадль Кадльссон — судья. Юрист Верховного суда Исландии, выбран по квоте ассоциации профсоюзов Исландии.

Помощниками судей и сотрудниками аппарата Суда по трудовым спорам являются:
- Кьяртан Бьядни Бьёргвинссон — президент Суда по трудовым спорам, помощник председателя Суда по трудовым спорам. Окружной судья, выбран по квоте Верховного суда.
- Рагнхейдюр Хардардоуттир — помощник судьи Гвюдни Харальдссона. Судья Национального апелляционного суда, выбрана по квоте Верховного суда.
- Кольбрун Бенедиктсдоуттир — помощник судьи Аусмюндюра Хельгасона. Заместитель окружного прокурора, выбрана по квоте министерства соцобеспечения.
- Оулавюр Эйрикссон — помощник судьи Вальгейра Паульссона. Юрист Верховного суда Исландии, выбран по квоте ассоциации работодателей Исландии.
- Эва Дис Паумадоуттир — помощник судьи Кадля Кадльссона. Юрист Верховного суда Исландии, выбрана по квоте ассоциации профсоюзов Исландии.